# 利勒布沙尔
利勒布沙尔（法語：L'Île-Bouchard，法語發音：[lil buʃaʁ] ⓘ）是法国安德尔-卢瓦尔省的一个市镇，属于希农区。

## 地理
利勒布沙尔（47°7'12"N, 0°25'29"E）面积3.48 平方千米，位于法国中央-卢瓦尔河谷大区安德尔-卢瓦尔省，该省份为法国中西部省份，北起萨尔特省、东北接卢瓦-谢尔省，东南接安德尔省，南至维埃纳省，西临曼恩-卢瓦尔省。
与利勒布沙尔接壤的市镇（或旧市镇、城区）包括：布里宰、克鲁济耶、庞祖、塔旺、特讷伊。

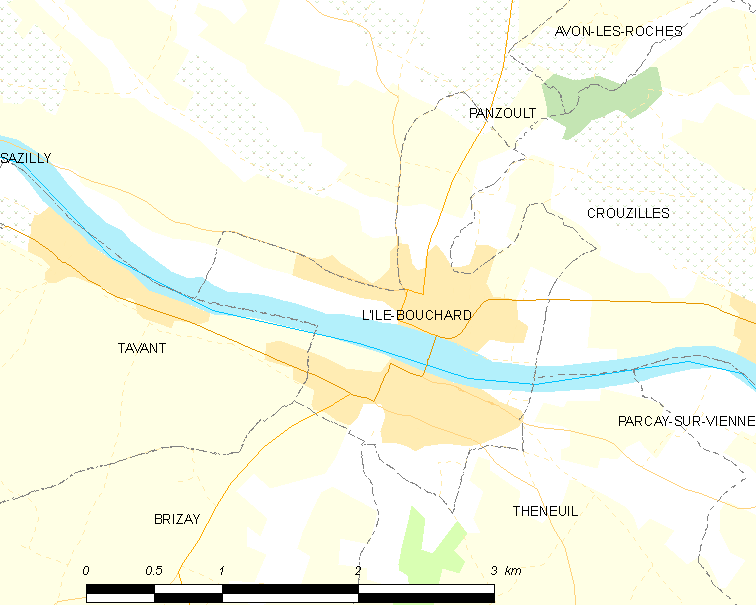
利勒布沙尔的OSM定位图

利勒布沙尔的时区为UTC+01:00、UTC+02:00（夏令时）。

## 行政
利勒布沙尔的邮政编码为37220，INSEE市镇编码为37119。

## 政治
利勒布沙尔所属的省级选区为图赖讷地区圣莫尔县。

## 人口

1962-2008年间利勒布沙尔人口变化图示

利勒布沙尔于2022年1月1日时的人口数量为1590人。